# Вилафранка (Модена)
Вилафранка (итал. Villafranca) је насеље у Италији у округу Модена, региону Емилија-Ромања.
Према процени из 2011. у насељу је живело 172 становника. Насеље се налази на надморској висини од 21 м.